# Париска опера
Париска опера (фр. Opéra de Paris, IPA:  ( слушај)) јесте главна оперска и балетска институција Француске. Основао ју је 1669. Луј XIV као Académie d'Opéra, а убрзо након тога оснивања је стављена под вођство Жан-Батиста Лилија и званично преименована у Académie Royale de Musique, мада је и даље била позната једноставније као Opéra.
Класични балет какав је данас познат настао је у оквиру Париске опере као Балет Париске опере и остао је саставни и важан део друштва. Тренутно се зове Opéra national de Paris, углавном продуцира опере у свом модерном позоришту Опера Бастилле са 2.723 седишта које је отворено 1989. као и балете и неке класичне опере у старијој Палати Гарније са 1.979 седишта која је отворена 1875. године. У амфитеатру са 500 седећих места испод Опере Бастиља изводе се и дела мањег обима као и савремена дела.
Годишњи буџет је око 200 милиона евра, од чега 100 милиона евра долази од француске државе и 70 милиона евра од благајничких прихода. Средствима се финансирају две куће и издржава велики стални кадар, који укључује оркестар од 170 чланова, хор од 110 и тело балета од 150 уметника и сарадника.
Париска опера сваке година има око 380 извођења оперских, балетских и других концерата, пред укупном публиком од око 800.000 људи (од којих 17% долази из иностранства), са просечном попуњеношћу седишта од 94%. У сезони 2012–2013, Париска опера је представила 18 оперских наслова, 13 балета, 5 симфонијских концерата и два вокална рецитала, плус 15 других програма. 
Активне су и организације за обуку уметника који раде за или при Опери.